# Токугава Ијехару
Токугава Ијехару (1760-86) био је десети шогун из династије Токугава.

## Владавина
И девети и десети шогуни су имали физичке проблеме и били су недовољно енергични администратори. Комбинација слабих шогуна и саветника који су били лични фаворити створила је услове које су савременици критиковали да воде до корупције у влади. Ијехаруов фаворит, Танума Окицугу (1719-88), требало је да уђе у историју као архетипски корумпирани утицај у шогунској влади. Иако су модерни историчари мање критични према Тануми, његови савременици су га нападали због његове политике која је користила шогунату на рачун интереса даимјоа.

### Најважнији догађаји
- 1760. Токугава Ијешиге подноси оставку и његов син Ијехару постаје десети Токугава шогун.
- 1763. У округу Канда у Едоу основано је удружење трговаца које се бави корејским гинсенгом.
- 1764. Меива ера почиње 2. јуна.
- 1769. Танума Окицугу почиње свој успон на углед под покровитељством Ијехаруа.
- 1770. Уведене су процедуре издавања дозвола за произвођаче нафте у Осаки и околним подручјима.
- 1772. Анеи ера почиње 16. новембра; шогунат издаје новчић нанрјо нишугин у настојању да повећа количину новца у оптицају.
- 1777. Руске власти се обраћају властима домена Мацуме на Хокаиду са захтевом за трговину.
- 1781. Темеи ера почиње 2. априла.
- 1783. Ерупција планине Асама и велики део пољопривредног земљишта у Канту је озбиљно оштећен.
- 1786. Умире шогун Ијехару; Танума и неколико његових помоћника разрешени су дужности.